# 제이 케이
제이 케이(Jay Kay, 1969년 12월 30일 ~ )는 잉글랜드의 가수로, 자미로콰이의 일원이다.